# ラジオシティ・ミュージックホール

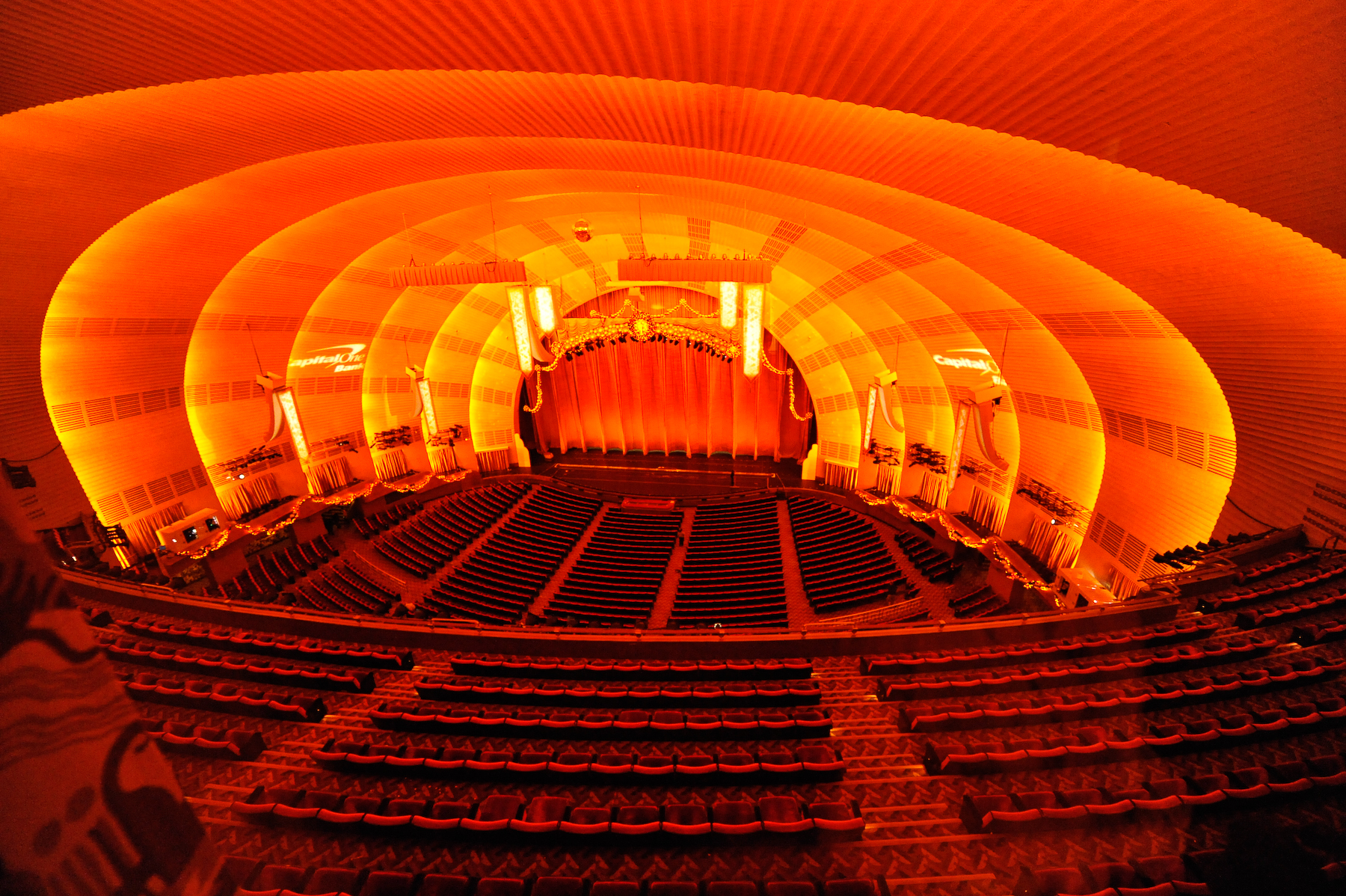
ホール内部

ラジオシティ・ミュージックホール (Radio City Music Hall) は、アメリカ合衆国ニューヨーク市マンハッタン区のロックフェラー・センターにあるホール。

## 建築
マンハッタンの「ロックフェラー・センター」にある5933席収容のホールである。設計者はエドワード・ダレル・ストーン。
劇場内はドナルド・デスキーによりガラス、アルミニウム、クロムなどいくつかの装飾を取り入れている。

## 利用
1932年12月27日に開場したが、1933年1月には映画館にもなった。そして1933年から続くクリスマスショー、「ラジオシティ・クリスマス・スペクタキュラー」もニューヨーク伝統のクリスマスイベントに成長した。
毎年6月のトニー賞の授賞式もここで行われる。
ミュージックホールはデイタイム・エミー賞や、MTV Video Music Awardsの授賞式が行われていた（過去にはロサンゼルスやマイアミで開催されたが、2006年は当所で開催された）。日本では宝塚歌劇団がここで公演したことがある。毎年4月にはNFLドラフトが開催される。